# Melitturga krausi
Melitturga krausi là một loài Hymenoptera trong họ Andrenidae. Loài này được Schwarz mô tả khoa học năm 2003.